# Вела Уцька
45°18′ пн. ш. 14°11′ сх. д. / 45.30° пн. ш. 14.19° сх. д.
Вела Уцька (хорв. Vela Učka) — населений пункт у Хорватії, у Приморсько-Горанській жупанії у складі міста Опатія.

## Населення
Населення за даними перепису 2011 року становило 40 осіб.
Динаміка чисельності населення поселення:

## Клімат
Середня річна температура становить 8,44 °C, середня максимальна – 19,74 °C, а середня мінімальна – -4,06 °C. Середня річна кількість опадів – 1548 мм.
| Клімат поселення                              | Клімат поселення | Клімат поселення | Клімат поселення | Клімат поселення | Клімат поселення | Клімат поселення | Клімат поселення | Клімат поселення | Клімат поселення | Клімат поселення | Клімат поселення | Клімат поселення | Клімат поселення |
| Показник                                      | Січ.             | Лют.             | Бер.             | Квіт.            | Трав.            | Черв.            | Лип.             | Серп.            | Вер.             | Жовт.            | Лист.            | Груд.            |                  |
| Середній максимум, °C                         | 6,18             | 5,66             | 7,56             | 11,26            | 15,76            | 19,48            | 19,40            | 19,74            | 16,07            | 12,05            | 6,95             | 5,11             |                  |
| Середня температура, °C                       | 1,34             | 0,80             | 2,70             | 6,41             | 10,92            | 14,63            | 16,94            | 17,26            | 13,60            | 9,58             | 4,49             | 2,65             |                  |
| Середній мінімум, °C                          | −3,51            | −4,06            | −2,16            | 1,55             | 6,07             | 9,77             | 14,45            | 14,79            | 11,14            | 7,12             | 2,02             | 0,18             |                  |
| Норма опадів, мм                              | 115              | 98               | 116              | 127              | 116              | 134              | 91               | 113              | 133              | 166              | 188              | 151              |                  |
| Середньомісячна швидкість вітру, м/с          | 3.50             | 3.70             | 3.66             | 3.43             | 3.10             | 2.98             | 2.81             | 2.88             | 3.07             | 3.47             | 3.72             | 3.77             |                  |
| Середньомісячна сонячна радіація, кДж/м²·день | 4581             | 7491             | 10600            | 14875            | 18857            | 20314            | 21556            | 18250            | 13857            | 9099             | 4914             | 3856             |                  |
| --------------------------------------------- | ---------------- | ---------------- | ---------------- | ---------------- | ---------------- | ---------------- | ---------------- | ---------------- | ---------------- | ---------------- | ---------------- | ---------------- | ---------------- |
| Джерело:                                      |                  |                  |                  |                  |                  |                  |                  |                  |                  |                  |                  |                  |                  |